# Heliococcus chodzhentica
Heliococcus chodzhentica är en insektsart som beskrevs av Nurmamatov 1975. Heliococcus chodzhentica ingår i släktet Heliococcus och familjen ullsköldlöss. Inga underarter finns listade i Catalogue of Life.